# 城川駅
城川駅（ソンチョンえき、朝鮮語: 성천역）は、咸鏡南道咸興市の興南区域にある駅で、西湖線に属する。 

## 隣の駅
西湖線
上水駅 - 城川駅 - 雲中駅